# Чемпионат России по боксу среди женщин 2021
Чемпионат России по боксу среди женщин 2021 года проходит в Челябинске с 26 ноября по 3 декабря. В соревновании приняли участие 180 спортсменок из 48 регионов Российской Федерации. Впервые чемпионат будет проходить по 12 весовым категориям. Чемпионат является отборочным для определения состава сборной России на чемпионате мира 2021 года в Турции. 
Церемония открытия и первые бои прошли в пятницу, 26 ноября, во дворце спорта «Юность». 
Призовой фонд турнира составит 12 миллионов рублей. Победительница получит 500 тысяч, серебряный призер — 250, бронзовый — 125. Кроме того, победительницы получат в подарок от спонсоров по новому автомобилю марки «Шевроле-Кобальт».

## Медалисты
| Весовая категория | Золото                                 | Серебро                                 | Бронза                                                                           |
| ----------------- | -------------------------------------- | --------------------------------------- | -------------------------------------------------------------------------------- |
| до 48 кг          | Юлия Чумгалакова Московская область    | Александра Кулешова Челябинская область | Озода Темирова Московская область Дарья Салиндер Ямало-Ненецкий автономный округ |
| до 50 кг          | Екатерина Пальцева Мордовия            | Екатерина Молчанова Краснодарский край  | Рината Безель Москва Гелюса Галиева Московская область                           |
| до 52 кг          | Светлана Солуянова Ульяновская область | Елена Савельева Московская область      | Валерия Линькова Краснодарский край Анастасия Запольская Карелия                 |
| до 54 кг          | Наталья Самохина Новосибирская область | Карина Тазабекова Санкт-Петербург       | Любовь Лузгина Иркутская область Елизавета Карташкова Челябинская область        |
| до 57 кг          | Дарья Абрамова Тульская область        | Людмила Воронцова Бурятия               | Алина Пушкарь Краснодарский край Валерия Девятайкина Ставропольский край         |
| до 60 кг          | Анастасия Белякова Челябинская область | Нуне Асатрян Краснодарский край         | Анна Красноперова Москва Ксения Ким Приморский край                              |
| до 63 кг          | Наталия Сычугова Ульяновская область   | Ирина Автина Челябинская область        | Екатерина Дынник Кемеровская область Елена Жиляева Брянская область              |
| до 66 кг          | Саадат Далгатова Дагестан              | Анастасия Эсман Кемеровская область     | Азалия Аминева Башкортостан Альбина Молдажанова Тюменская область                |
| до 70 кг          | Дарима Сандакова Бурятия               | Галина Головченко Крым                  | Анастасия Холуева Московская область Анна Анфиногенова Кемеровская область       |
| до 75 кг          | Анастасия Шамонова Краснодарский край  | Елена Гапешина Севастополь              | Ангелина Цатурян Волгоградская область Анна Словцова Челябинская область         |
| до 81 кг          | Салтанат Меденова Омская область       | Анна Иванова Москва                     | Евгения Молочкова Нижегородская область Мария Уракова Чукотский автономный округ |
| свыше 81 кг       | Дулма Лумбунова Москва                 | Кристина Ткачёва Бурятия                | Мария Шишмарева Московская область Ксения Олифиренко Краснодарский край          |